# Arthur Muggridge

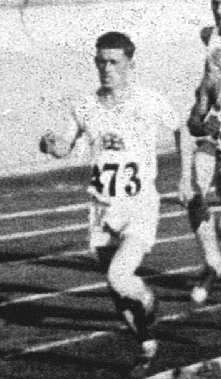
Arthur Muggridge (1928)

Arthur Muggridge (Arthur Thomas Muggridge; * 7. Dezember 1904 in Cuckfield, West Sussex; † 25. Juli 1933 in Steyning) war ein britischer Langstreckenläufer.
Bei den Olympischen Spielen 1928 in Amsterdam wurde er Fünfter über 10.000 m.

## Persönliche Bestzeiten
- 5000 m: 15:12,8 min, 28. August 1927, Köln
- 10.000 m: 31:31,8 min, 29. Juli 1928, Amsterdam